# Jeździectwo na Letnich Igrzyskach Olimpijskich 2012 – ujeżdżenie drużynowe
Konkurencja Ujeżdżenia podczas XXX Letnich Igrzysk Olimpijskich została rozegrana w dniach 2–7 sierpnia 2012 roku w Greenwich Park.

## Terminarz
| Data            | Godzina |                    |
| --------------- | ------- | ------------------ |
| 2 sierpnia 2012 | 11:00   | Grand Prix         |
| 3 sierpnia 2012 | 11:00   | Grand Prix         |
| 7 sierpnia 2012 | 10:00   | Grand Prix Special |

## Wyniki
Do wyników ujeżdżenia drużynowego zaliczane są wyniki trzech zawodników z danego kraju jakie uzyskali podczas Grand Prix (eliminacja do konkursu indywidualnego). Z uzyskanych wyników wylicza się średnią i jest to wynik drużyny.
Do dalszej rywalizacji (Grand Prix Special) awansowało 7 najlepszych drużyny (członkowie tych drużyn automatycznie awansowali do Grand Prix Special - bez względu na zajęte miejsce indywidualnie). Wynik drużyny uzyskany w Grand Prix Special jest wyliczany jako średnia wyników uzyskanych przez poszczególnych zawodników.
Końcowy wynik drużyny jest średnia z wyników uzyskanych w Grand Prix i Grand Prix Special.

### Grand Prix
| Pozycja | Kraj                                                                         | Koń                                  | Grand Prix           | Grand Prix    | Uwagi |
| Pozycja | Kraj                                                                         | Koń                                  | ocena indywidualna   | ocena drużyny | Uwagi |
| ------- | ---------------------------------------------------------------------------- | ------------------------------------ | -------------------- | ------------- | ----- |
| 1.      | Wielka Brytania · Charlotte Dujardin · Carl Hester · Laura Bechtolsheimer    | Valegro Uthopia Mistral Hojris       | 83,663 77,720 76,839 | 79,407        | Q     |
| 2.      | Niemcy · Helen Langehanenberg · Kristina Sprehe · Dorothee Schneider         | Damon Hill Desperados Diva Royal     | 81,140 79,119 76,277 | 78,845        | Q     |
| 3.      | Holandia · Adelinde Cornelissen · Edward Gal · Anky van Grunsven             | Parzival Glock's Undercover Salinero | 81,687 75,395 73,343 | 76,809        | Q     |
| 4.      | Dania · Anna Kasprzak · Nathalie zu Sayn-Wittgenstein · Anne Jensen-van Olst | Donnperignon Digby Clearwater        | 75,289 74,924 71,322 | 73,845        | Q     |
| 5.      | Stany Zjednoczone · Steffen Peters · Tina Konyot · Jan Ebeling               | Ravel Calecto V Rafalca              | 77,705 70,456 70,243 | 72,801        | Q     |
| 6.      | Hiszpania · Juan Manuel Muñoz · Morgan Barbançon · Jose Daniel Martin        | Fuego XIII Painted Black Grandiso    | 75,608 72,751 69,043 | 72,467        | Q     |
| 7.      | Szwecja · Tinne Wilhelmsson-Silfvén · Patrik Kittel · Minna Telde            | Don Auriello Scandic Santana         | 74,271 74,073 67,477 | 71,940        | Q     |
| 8.      | Polska · Beata Stremler · Katarzyna Milczarek-Jasińska · Michał Rapcewicz    | Martini Ekwador Randon               | 69,422 69,271 66,915 | 68,536        |       |
| 9.      | Australia · Lyndal Oatley · Kristy Oatley · Mary Hanna                       | Sandro Boy Clive Sancette            | 69,377 68,222 67,964 | 68,521        |       |
|         | Kanada · Ashley Nicoll-Holzer · Jacqueline Brooks · David Marcus             | Breaking Dawn DNiro Chrevi's Capital | 71,809 68,526 0,00   | Wyeliminowani |       |

### Grand Prix Special
| Pozycja | Kraj                                                                         | Koń                                  | Grand Prix Special   | Grand Prix Special | Grand Prix | Łącznie |
| Pozycja | Kraj                                                                         | Koń                                  | ocena indywidualna   | ocena drużyny      | Grand Prix | Łącznie |
| ------- | ---------------------------------------------------------------------------- | ------------------------------------ | -------------------- | ------------------ | ---------- | ------- |
| 1.      | Wielka Brytania · Charlotte Dujardin · Carl Hester · Laura Bechtolsheimer    | Valegro Uthopia Mistral Hojris       | 83,286 80,571 77,794 | 80,550             | 79,407     | 79,979  |
| 2.      | Niemcy · Helen Langehanenberg · Kristina Sprehe · Dorothee Schneider         | Damon Hill Desperados Diva Royal     | 78,937 76,254 77,571 | 77,587             | 78,845     | 78,216  |
| 3.      | Holandia · Adelinde Cornelissen · Edward Gal · Anky van Grunsven             | Parzival Glock's Undercover Salinero | 81,968 75,556 74,794 | 77,439             | 76,809     | 77,124  |
| 4.      | Dania · Anna Kasprzak · Nathalie zu Sayn-Wittgenstein · Anne Jensen-van Olst | Donnperignon Digby Clearwater        | 73,794 75,730 72,016 | 73,847             | 73,845     | 73,846  |
| 5.      | Szwecja · Tinne Wilhelmsson-Silfvén · Patrik Kittel · Minna Telde            | Don Auriello Scandic Santana         | 74,063 74,079 72,270 | 73,471             | 71,940     | 72,706  |
| 6.      | Stany Zjednoczone · Steffen Peters · Tina Konyot · Jan Ebeling               | Ravel Calecto V Rafalca              | 76,254 70,651 69,302 | 72,069             | 72,801     | 72,435  |
| 7.      | Hiszpania · Juan Manuel Muñoz · Morgan Barbançon · Jose Daniel Martin        | Fuego XIII Painted Black Grandiso    | 75,476 71,556 69,286 | 72,106             | 72,467     | 72,287  |